# Штайнфельд (Ольденбург)
Штайнфельд (нем. Steinfeld) — община в Германии, в земле Нижняя Саксония.
Входит в состав района Фехта. Население составляет 9636 человек (на 31 декабря 2010 года). Занимает площадь 60 км².
Коммуна подразделяется на 10 сельских округов.
| Год  | Население |
| ---- | --------- |
| 1990 | 6701      |
| 1995 | 8130      |
| 2000 | 8855      |
| 2005 | 9371      |
| 2010 | 9595      |